# Arrow Dynamics
Arrow Dynamics var ett företag som tillverkade berg- och dalbanor som grundades i Clearfield, Utah. År 2002 gick företaget i konkurs men blev snabbt uppköpta av S&S Power för att bilda S&S Arrow.
Exempel på berg- och dalbanor byggda av Arrow Dynamics är bland andra X på Six Flags Magic Mountain, och Magnum XL-200 på Cedar Point. Företaget ligger även bakom Flume ride på Liseberg i Sverige.